# 安靖街道
安靖街道，原为安靖镇，是中华人民共和国四川省成都市郫都区下辖的一个乡镇级行政单位。2019年12月，撤镇设街道，安靖街道办事处驻方碑社区金河路217号。

## 行政区划
安靖街道下辖以下地区：
安靖镇社区、方桥村、赛驰村、沙湾村、雍渡村、土地村、高桥村和林湾村。